# Martha en Mariaklooster

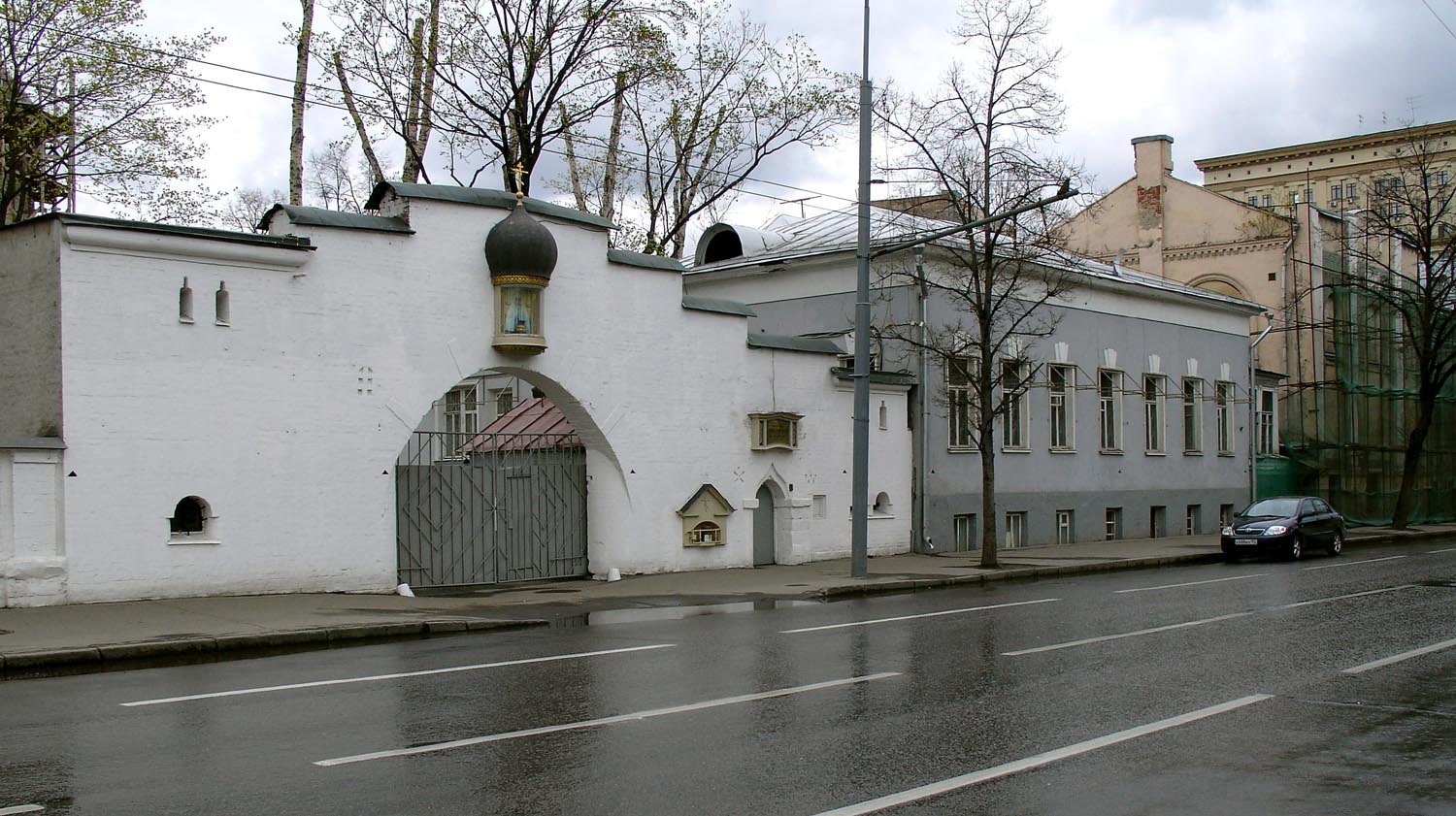

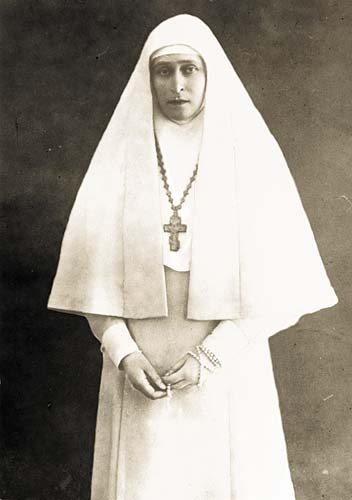
Jelizaveta Fjdorovna

Het Martha en Mariaklooster (Russisch: Марфо-Мариинская обитель, Марфо-Мариинская обитель милосердия во владении великой княгини Елизаветы Фёдоровны) is een Russisch-orthodox vrouwenklooster in Moskou. Het is in 1908 gesticht door de heilige Elisabeth, die in 1918 door de bolsjewieken werd vermoord. Het kloostergebouw is erg opvallend vanwege zijn bouwstijl, namelijk de jugendstil, en zijn spierwitte muren die versierd zijn met kruisen.

## De bouw
Na de moord op haar echtgenoot, grootvorst Sergej Aleksandrovitsj van Rusland, besloot grootvorstin Elisabeth (Jelizaveta Fjodorovna), een zus van tsarina Alexandra Fjodorovna, haar kostbaarheden te verkopen en met de opbrengst daarvan een klooster te stichten. Ze kocht een klein stuk grond in het zuiden van Moskou en liet daarop onder andere een kerkgebouw, een ziekenhuis, een meisjesweeshuis en kamers voor de 97 zusters bouwen. Het gebouw werd ontworpen door de architect Aleksej Sjtsjoesjev die later ook het ontwerp voor het mausoleum van Lenin zou bedenken. Het interieur werd geschilderd door de bekende Russische schilders Pavel Korin en Michail Nesterov, die ook de parelgrijze en witte habijten van het klooster ontwierpen. Om het kloostergebouw lag een tuin met veel gazon. In 1910 werd de bouw voltooid.

## Liefdadigheidswerk
Elisabeth droeg het klooster, waar ze zelf hegoemena werd, op aan de armen van Moskou. De zusters kwamen uit alle lagen van de samenleving en leefden volgens de idealen van de heiligen Martha en Maria: de zusters zouden hun leven wijden aan het helpen van anderen. Ze deden dan ook veel liefdadigheidswerk. Ze gaven bijvoorbeeld les aan de weesmeisjes, die uit de sloppenwijken van Moskou waren gehaald. Veel van deze meisjes gingen later in ziekenhuizen werken of traden zelf ook toe tot een klooster. Het klooster was in de rest van het land zeer bekend vanwege al zijn liefdadigheidswerk, wat uniek was in Rusland.

## Na de Russische Revolutie
Tijdens de Russische Revolutie (1917) werd Elisabeth opgepakt door de bolsjewieken en door hen vermoord. In de jaren twintig was het Martha en Mariaklooster gesloten, maar de nonnen gingen verder met hun liefdadigheidswerk. Dat moest in het geheim gedaan worden om niet naar Centraal-Azië verbannen te worden. Het kerkgebouw is behouden gebleven, omdat het door de sovjets als bijeenkomstplaats werd gebruikt. Op het altaar was toen een beeld van Lenin geplaatst. Het klooster werd aan het eind van de twintigste eeuw gerestaureerd en heropend. In de tuin is een standbeeld van Elisabeth geplaatst. Zij is door de Russisch-orthodoxe Kerk gecanoniseerd in 1992, nadat de Russisch-orthodoxe Kerk in het Buitenland haar in 1981 al heilig had verklaard.
Het leven van de zusters van het Martha en Mariaklooster staat nog altijd in het teken van liefdadigheidswerk. Naast hun dagelijkse gebeden besteden ze hun tijd in hun ziekenhuis, school, weeshuis, keuken, enz. om anderen hulp te bieden. Het Martha en Mariaklooster is een pelgrimsoord geworden voor veel gelovigen.